# Mount Finlayson
Mount Finlayson är ett berg i Kanada.   Det ligger på Vancouver Island i provinsen British Columbia, i den södra delen av landet, 3 600 km väster om huvudstaden Ottawa. Toppen på Mount Finlayson är 419 meter över havet, eller 245 meter över den omgivande terrängen. Bredden vid basen är 3,7 km. Mount Finlayson ingår i Partridge Hills.
Terrängen runt Mount Finlayson är kuperad åt nordväst, men åt sydost är den platt. Runt Mount Finlayson är det mycket tätbefolkat, med 1 313 invånare per kvadratkilometer.. Närmaste större samhälle är Victoria, 13,6 km öster om Mount Finlayson. 
I omgivningarna runt Mount Finlayson växer i huvudsak barrskog.